# Воля-Котковська
Воля-Котковська (пол. Wola Kotkowska) — село в Польщі, у гміні Ґошковиці Пйотрковського повіту Лодзинського воєводства.
Населення — 131 особа (2011).

## Демографія
Демографічна структура станом на 31 березня 2011 року:
|          | Загалом | Допрацездатний вік | Працездатний вік | Постпрацездатний вік |
| -------- | ------- | ------------------ | ---------------- | -------------------- |
| Чоловіки | 59      | 12                 | 33               | 14                   |
| Жінки    | 72      | 12                 | 33               | 27                   |
| Разом    | 131     | 24                 | 66               | 41                   |